# Sinfonía n.º 3 (Schubert)

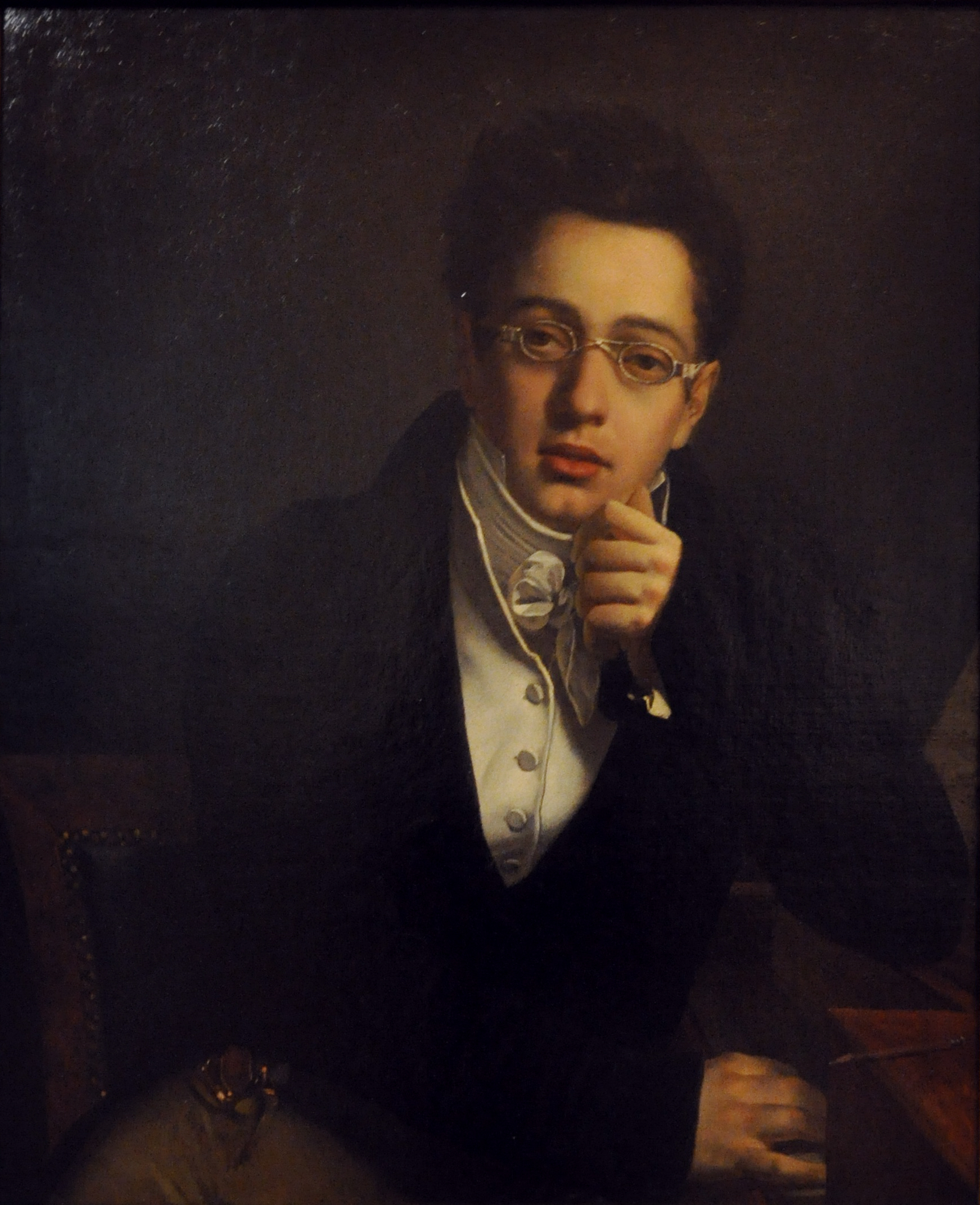
Schubert hacia 1814, retratado por Josef Abel.

La Sinfonía n.º 3 en re mayor, D. 200 fue compuesta por Franz Schubert entre mayo y julio de 1815.

## Historia

### Composición
La composición de esta obra se desarrolló desde el 24 de mayo hasta el 19 de julio de 1815, cuando el compositor tenía 18 años de edad. La mayor parte del trabajo realizado durante julio. Esta sinfonía es posterior en algunos meses a la Sinfonía n.º 2. Este año fue particularmente fértil para el músico puesto que compuso cerca de 150 lieder, entre los que destaca Erlkönig, tres singspiels y numerosas obras corales. Si se compara con la estimable cantidad de música vocal que compuso en 1815, la producción instrumental de Schubert para el mismo año parece más bien poco impresionante. Sin embargo, sus ensayos sinfónicos segundo y tercero se cuentan entre el total, y se podría concluir con razón que estas dos obras espléndidas y de gran tamaño compensan cualquier desequilibrio en la dirección musical.

### Estreno y publicación
El estreno de la obra se celebró el 19 de febrero de 1881 en Londres. La difusión pública de la obra fue muy posterior a la muerte del compositor. Es probable que de manera privada fuera interpretada en el transcurso de alguna schubertiada, una reunión de amigos de Schubert.
Como las seis sinfonías tempranas escritas antes de la Sinfonía Inacabada de 1822 no fue publicada en vida de Schubert. La primera publicación de esta obra no llegó hasta 1884 como parte de la Alten Gesamtausgabe (Edición Completa Antigua) de todas las sinfonías de Schubert editada por Johannes Brahms por la editorial Breitkopf & Härtel. Sólo después de que apareciera en la primera edición de las obras completas de Schubert en 1884 se convirtió en objeto de amplia atención.

## Instrumentación
La partitura está escrita para una orquesta formada por:
- Viento madera: 2 flautas, 2 oboes, 2 clarinetes, 2 fagotes.
- Viento metal: 2 trompas, 2 trompetas.
- Percusión: timbales.
- Cuerda: una sección de cuerdas con violines I y II, violas, violonchelos y contrabajos.

## Estructura y análisis
La sinfonía consta de cuatro movimientos:
- I. Adagio maestoso – Allegro con brio, en re mayor 4
4
- II. Allegretto, en sol mayor 2
4
- III. Menuetto. Vivace, en re mayor 3
4
- IV. Presto vivace, en re mayor 6
8

La interpretación de esta obra dura aproximadamente entre 20 y 25 minutos. 

### I.Adagio maestoso – Allegro con brio
El primer movimiento, Adagio maestoso – Allegro con brio, está escrito en la tonalidad de re mayor, en compás de 4/4. Se abre con una introducción lenta, Adagio maestoso, antes del cuerpo principal del movimiento, Allegro con brio. Quizás más que cualquier otro episodio de la sinfonía, éste muestra la mano indirecta de Joseph Haydn en el estilo del joven Schubert: octavas largamente sostenidas, completadas con un redoble de timbales, preceden a armonías gradualmente cambiantes que, al más puro estilo del Haydn tardío, migran hacia un sombrío re menor. La irrupción de nuevo en el modo mayor al comienzo del Allegro con brio es bienvenida y la ágil melodía que se despliega tiene el carácter de una danza campesina. Sus ritmos contagiosos se extienden también a la melodía subsidiaria.

### II.Allegretto
El segundo movimiento, Allegretto, está en mi bemol mayor y en compás de 2/4. Presenta una forma ternaria cuyo episodio central arranca con un solo de clarinete, al que las cuerdas prestan una suave base tipo "oom-pah", uno de los toques más característicamente vieneses de Schubert.

### III.Menuetto. Vivace
El tercer movimiento, Menuetto. Vivace, está en re mayor y el compás es 3/4. El minueto está lleno de pulsos débiles acentuados y es un ejemplo particularmente enérgico de su especie. Durante el Trío de danza alemana de tipo Landler el oboe y el fagot forman un bonito dúo.

### IV.Presto vivace
El cuarto y último movimiento, Presto vivace, retoma la tonalidad inicial y el compás es 6/8. El Finale es una zambullida de cinco minutos en el frenético mundo de la tarantela.